# دهستان زرآباد شرقی
دهستان زرآباد شرقی، یکی از دهستان‌های بخش مرکزی شهرستان زرآباد در استان سیستان و بلوچستان ایران است. مرکز این دهستان، شهر زرآباد است.

## جمعیت
بر پایه سرشماری عمومی نفوس و مسکن در سال ۱۳۹۵، جمعیت دهستان زرآباد شرقی برابر با ۳٬۸۶۳ نفر بوده‌است.